# Цзян Янь
Цзян Янь (кит. 江淹; 444 — 505) — китайский поэт и писатель периода Южных династий, который занимал важное место в истории литературы Южных династий.

## Биография
Цзян Янь был поэтом-новатором, который искал новые социальные тенденции, имел собственный стиль письма. Его сочинения повлияли также на творчество его окружения и последователей.
В юношеском возрасте он уже был наделён поэтическими способностями, но к старости его талант иссяк. Поэтому его имя стало нарицательным. В китайском сборнике «Цзиншэн туньянь» в рассказе «Повесть о том, как Ван Аньши трижды поставил в тупик ученого Су» речь идёт о китайском поэте Ван Аньши, которого упоминает другой поэт Су Дунпо. Именно здесь Су Дунпо сравнивает Ван Аньши с Цзян Янем:
Дунпо сразу узнал почерк Ван Аньши. Стихотворение называлось «Похвала хризантеме». Дунпо подумал, улыбаясь: «Да, недаром говорят люди: «Всего три дня длилась наша разлука, а видим друг друга уже в новом свете». В прошлые годы, когда я служил в столице, старик, не задумываясь, мог написать несколько тысяч слов подряд — стоило ему только взяться за кисть. Прошло три года, и все изменилось: он не смог закончить и восьмистишие. Да, воистину: «Талант Цзян Яня к старости иссяк» 
Именно Цзян Янь стал одним из кумиров 15-летнего Ли Бо, который в то время серьёзно увлёкся литературным творчеством. Согласно официальным биографиям, начал он с ритмичного эссе "Подражание «Оде о ненависти» поэта Цзян Яня.